# ATP-toernooi van Doha
Het ATP-toernooi van Doha is een jaarlijks terugkerend tennistoernooi voor mannen dat wordt georganiseerd in het Qatarese Doha. De officiële naam van het toernooi is de Qatar ExxonMobil Open.
Het toernooi, dat wordt georganiseerd door de ATP valt in de categorie "ATP World Tour 250 series".
Tot en met 2008 speelden ook de dames gelijktijdig een toernooi in Doha; het WTA-toernooi van Doha. Dit toernooi viel in de categorie WTA Tier I en stond daarmee hoger aangeschreven dan het mannentoernooi. In 2008, 2009 en 2010 speelden de vrouwen aan het eind van het seizoen de WTA Tour Championships, het officieuze wereldkampioenschap.
Er wordt gespeeld op een hardcourtbaan, zowel in het enkel- als het dubbelspel. In 2025 bedroeg het prijzengeld $ 2.760.000.
De Nederlander Paul Haarhuis haalde de finale in 1994 waarin de Zweed Stefan Edberg te sterk bleek.
Het Nederlandse duo Jacco Eltingh /Paul Haarhuis won het dubbelspel in 1997. Zij waren een jaar eerder verliezend finalist. Het jaar daarvoor stond hun landgenoot Jan Siemerink ook in de finale. De Belgische broers Olivier en Christophe Rochus haalden in 2006 de finale. In 2019 haalde de Belg David Goffin de titel binnen met de Fransman Pierre-Hugues Herbert.

## Finales

### Enkelspel
| Datum | Winnaar               | Verliezend finalist   | Uitslag               | Details |
| ----- | --------------------- | --------------------- | --------------------- | ------- |
| 1993  | Boris Becker          | Goran Ivanišević      | 7-6, 4-6, 7-5         | Details |
| 1994  | Stefan Edberg (1)     | Paul Haarhuis         | 6-3, 6-2              | Details |
| 1995  | Stefan Edberg (2)     | Magnus Larsson        | 7-6, 6-1              | Details |
| 1996  | Petr Korda (1)        | Younes El Aynaoui     | 6-7, 6-1, 6-3         | Details |
| 1997  | Jim Courier           | Tim Henman            | 7-5, 6-7, 6-2         | Details |
| 1998  | Petr Korda (2)        | Fabrice Santoro       | 6-0, 6-3              | Details |
| 1999  | Rainer Schüttler      | Tim Henman            | 6-4, 5-7, 6-2         | Details |
| 2000  | Fabrice Santoro       | Rainer Schüttler      | 3-6, 7-5, 3-0, opgave | Details |
| 2001  | Marcelo Ríos          | Bohdan Ulihrach       | 6-3, 2-6, 6-3         | Details |
| 2002  | Younes El Aynaoui     | Felix Mantilla        | 4-6, 6-2, 6-2         | Details |
| 2003  | Stefan Koubek         | Younes El Aynaoui     | 7-6, 7-6              | Details |
| 2004  | Nicolas Escudé        | Ivan Ljubičić         | 6-3, 7-6              | Details |
| 2005  | Roger Federer (1)     | Ivan Ljubičić         | 6-3, 6-1              | Details |
| 2006  | Roger Federer (2)     | Gaël Monfils          | 6-3, 7-6              | Details |
| 2007  | Ivan Ljubičić         | Andy Murray           | 6-4, 6-4              | Details |
| 2008  | Andy Murray (1)       | Stanislas Wawrinka    | 6-4, 4-6, 6-2         | Details |
| 2009  | Andy Murray (2)       | Andy Roddick          | 6-4, 6-2              | Details |
| 2010  | Nikolaj Davydenko     | Rafael Nadal          | 0-6, 7-6, 6-4         | Details |
| 2011  | Roger Federer (3)     | Nikolaj Davydenko     | 6-3, 6-4              | Details |
| 2012  | Jo-Wilfried Tsonga    | Gaël Monfils          | 7-5, 6-3              | Details |
| 2013  | Richard Gasquet       | Nikolaj Davydenko     | 3-6, 7-6(4), 6-3      | Details |
| 2014  | Rafael Nadal          | Gaël Monfils          | 6-1, 6-7(5), 6-2      | Details |
| 2015  | David Ferrer          | Tomáš Berdych         | 6-4, 7-5              | Details |
| 2016  | Novak Đoković (1)     | Rafael Nadal          | 6-2, 6-1              | Details |
| 2017  | Novak Đoković (2)     | Andy Murray           | 6-3, 5-7, 6-4         | Details |
| 2018  | Gaël Monfils          | Andrej Roebljov       | 6-2, 6-3              | Details |
| 2019  | Roberto Bautista Agut | Tomáš Berdych         | 6-4, 3-6, 6-3         | Details |
| 2020  | Andrej Roebljov (1)   | Corentin Moutet       | 6-2, 7-6(3)           | Details |
| 2021  | Nikoloz Basilasjvili  | Roberto Bautista Agut | 7-6(5), 6-2           | Details |
| 2022  | Roberto Bautista Agut | Nikoloz Basilasjvili  | 6-3, 6-4              | Details |
| 2023  | Daniil Medvedev       | Andy Murray           | 6-4, 6-4              | Details |
| 2024  | Karen Chatsjanov      | Jakub Menšík          | 7-6(12), 6-4          | Details |
| 2024  | Andrej Roebljov (2)   | Jakub Menšík          | 7-6(12), 6-4          | Details |

### Dubbelspel
| Datum | Winnaars                               | Verliezend finalisten                      | Uitslag             | Details |
| ----- | -------------------------------------- | ------------------------------------------ | ------------------- | ------- |
| 1993  | Boris Becker Patrik Kühnen             | Shelby Cannon Scott Melville               | 6-2, 6-4            | Details |
| 1994  | Olivier Delaître Stéphane Simian       | Shelby Cannon Byron Talbot                 | 6-3, 6-3            | Details |
| 1995  | Stefan Edberg Magnus Larsson           | Andrej Olchovski Jan Siemerink             | 7-6, 6-2            | Details |
| 1996  | Mark Knowles (1) Daniel Nestor (1)     | Jacco Eltingh Paul Haarhuis                | 7-6, 6-3            | Details |
| 1997  | Jacco Eltingh Paul Haarhuis            | Patrik Fredriksson Magnus Norman           | 6-3, 6-2            | Details |
| 1998  | Mahesh Bhupathi Leander Paes           | Olivier Delaître Fabrice Santoro           | 6-4, 3-6, 6-4       | Details |
| 1999  | Alex O'Brien Jared Palmer              | Piet Norval Kevin Ullyett                  | 6-3, 6-4            | Details |
| 2000  | Mark Knowles (2) Maks Mirni            | Alex O'Brien Jared Palmer                  | 6-3, 6-4            | Details |
| 2001  | Mark Knowles (3) Daniel Nestor (2)     | Juan Balcells Andrej Olchovski             | 6-3, 6-1            | Details |
| 2002  | Donald Johnson Jared Palmer            | Jiří Novák David Rikl                      | 6-3, 7-6(5)         | Details |
| 2003  | Martin Damm (1) Cyril Suk (1)          | Mark Knowles Daniel Nestor                 | 6-4, 7-6(8)         | Details |
| 2004  | Martin Damm (2) Cyril Suk (2)          | Stefan Koubek Andy Roddick                 | 6-2, 6-4            | Details |
| 2005  | Albert Costa Rafael Nadal (1)          | Andrei Pavel Michail Joezjny               | 6-3, 4-6, 6-3       | Details |
| 2006  | Jonas Björkman Maks Mirni              | Christophe Rochus Olivier Rochus           | 2-6, 6-3, [10-8]    | Details |
| 2007  | Nenad Zimonjić Michail Joezjny         | Martin Damm Leander Paes                   | 6-1, 7-6(3)         | Details |
| 2008  | Philipp Kohlschreiber David Škoch      | Jeff Coetzee Wesley Moodie                 | 6-4, 4-6, [11-9]    | Details |
| 2009  | Rafael Nadal (2) Marc López (1)        | Daniel Nestor Nenad Zimonjić               | 6-4, 4-6, [10-8]    | Details |
| 2010  | Guillermo García López Albert Montañés | František Čermák Michal Mertiňák           | 6-4, 7-5            | Details |
| 2011  | Rafael Nadal (3) Marc López (2)        | Daniele Bracciali Andreas Seppi            | 6–3, 7–6(4)         | Details |
| 2012  | Filip Polášek Lukáš Rosol              | Christopher Kas Philipp Kohlschreiber      | 6-3, 6-4            | Details |
| 2013  | Christopher Kas Philipp Kohlschreiber  | Julian Knowle Filip Polášek                | 7-5, 6-4            | Details |
| 2014  | Tomáš Berdych Jan Hájek                | Alexander Peya Bruno Soares                | 6-2, 6-4            | Details |
| 2015  | Juan Mónaco Rafael Nadal (4)           | Julian Knowle Philipp Oswald               | 6-3, 6-4            | Details |
| 2016  | Feliciano López Marc López (3)         | Philipp Petzschner Alexander Peya          | 6-4, 6-3            | Details |
| 2017  | Jérémy Chardy Fabrice Martin           | Vasek Pospisil Radek Štěpánek              | 6-4, 7-6(3)         | Details |
| 2018  | Oliver Marach Mate Pavić               | Jamie Murray Bruno Soares                  | 6-2, 7-6(6)         | Details |
| 2019  | David Goffin Pierre-Hugues Herbert     | Robin Haase Matwé Middelkoop               | 5-7, 6-4, [10-4]    | Details |
| 2020  | Rohan Bopanna (1) Wesley Koolhof (1)   | Luke Bambridge Santiago González           | 3-6, 6-2, [10-6]    | Details |
| 2021  | Aslan Karatsev Andrej Roebljov         | Marcus Daniell Philipp Oswald              | 7-5, 6-4            | Details |
| 2022  | Wesley Koolhof (2) Neal Skupski        | Rohan Bopanna Denis Shapovalov             | 7-6(4), 6-1         | Details |
| 2023  | Rohan Bopanna (2) Matthew Ebden        | Constant Lestienne Botic van de Zandschulp | 6–7(5), 6–4, [10–6] | Details |
| 2024  | Jamie Murray Michael Venus             | Lorenzo Musetti Lorenzo Sonego             | 7–6(0), 2–6, [10–8] | Details |
| 2025  | Julian Cash Lloyd Glasspool            | Joe Salisbury Neal Skupski                 | 6–3, 6–2            | Details |

## Statistieken

### Meeste enkelspeltitels
| Aantal titels | Speler                | Jaren            |
| ------------- | --------------------- | ---------------- |
| 3             | Roger Federer         | 2005, 2006, 2011 |
| 2             | Stefan Edberg         | 1994, 1995       |
| 2             | Petr Korda            | 1996, 1998       |
| 2             | Andy Murray           | 2008, 2009       |
| 2             | Novak Đoković         | 2016, 2017       |
| 2             | Roberto Bautista Agut | 2019, 2022       |
| 2             | / Andrej Roebljov     | 2020, 2025       |

(Bijgewerkt t/m 2025)

### Meeste enkelspeltitels per land
| Aantal titels | Land                 |
| ------------- | -------------------- |
| 5             | Frankrijk            |
| 4             | Spanje               |
| 3             | Zwitserland          |
| 3             | Russische tennissers |
| 2             | Zweden               |
| 2             | Tsjechië             |
| 2             | Duitsland            |
| 2             | Rusland              |

(Bijgewerkt t/m 2025)

### Enkel- en dubbelspeltitel in hetzelfde jaar
| Tennisser     | Jaar |
| ------------- | ---- |
| Boris Becker  | 1993 |
| Stefan Edberg | 1995 |

1993 · 1994 · 1995 · 1996 · 1997 · 1998 · 1999 · 2000 · 2001 · 2002 · 2003 · 2004 · 2005 · 2006 · 2007 · 2008 · 2009 · 2010 · 2011 · 2012 · 2013 · 2014 · 2015 · 2016 · 2017 · 2018 · 2019 · 2020 · 2021 · 2022 · 2023 · 2024 · 2025
ITF-toernooien (mannen en vrouwen)

ATP-toernooien (mannen) – ATP-seizoen 2025

WTA-toernooien (vrouwen) – WTA-seizoen 2025

Voormalige toernooien mannen
Voormalige toernooien vrouwen
Voormalige amateurtoernooien